# Wickenburg
Wickenburg est une ville située dans le comté de Maricopa dans l'État de l'Arizona aux États-Unis. La population y était de 6 423 habitants selon les estimés du Bureau des Recensements en 2006. Wickenburg est surtout connu pour son centre de désintoxication, l'Arizona Anti-Drugs National Center.

## Démographie
| 1870 | 1880 | 1910 | 1920 | 1930 | 1940 | 1950  | 1960  |
| ---- | ---- | ---- | ---- | ---- | ---- | ----- | ----- |
| 174  | 104  | 570  | 527  | 734  | 995  | 1 736 | 2 445 |

| 1970  | 1980  | 1990  | 2000  | 2010  | - | - | - |
| ----- | ----- | ----- | ----- | ----- | - | - | - |
| 2 698 | 3 535 | 4 515 | 5 082 | 6 363 | - | - | - |

## Annexe